# 胡安·热苏斯
胡安·吉列尔梅·努内斯·热苏斯（葡萄牙語：Juan Guilherme Nunes Jesus；1991年6月10日—），是一名巴西职业足球运动员，司职中后卫，但也能客串左后卫。现在效力于意甲球队那不勒斯。

## 俱乐部生涯

### 国际米兰
2007年，热苏斯加入了國際體育會的青年队。他于2010年首次亮相一线队，在同年赢得了2010年解放者杯冠军。2011年12月，俱乐部以大约926万巴西雷亚尔（约合380万欧元）的转会费将他出售；热苏斯的经济权的65%归他的经纪人朱利亚诺·贝尔托卢奇所有，35%归第三方所有者DIS Esporte。热苏斯的注册权所有者利用巴西俱乐部科英布拉体育俱乐部作为中间人俱乐部。
于2012年1月30日，热苏斯加入了意甲俱乐部国际米兰。官方披露转会费为400万欧元， 但也有额外的奖金条款。 他于2012年5月13日首次代表国际米兰在意甲联赛中亮相，在客场3-1输给拉齐奥的比赛中，作为替补登场，换下迭戈·米利托。
在2012–13赛季，热苏斯成为国际米兰首发阵容的一部分，在3-5-2体系中与安德烈亚·拉诺基亚和瓦尔特·萨穆埃尔一起出场。他在2013年5月19日意甲联赛中打进个人首球，但国际米兰以2-5不敌乌迪内斯。这是当赛季的最后一场比赛。 他全年在各项比赛中共出场44次，其中在意甲联赛中代表国际米兰出场31次。然而，国际米兰在联赛中表现不佳，最终排名第九，未能获得下赛季的欧洲冠军联赛和欧洲联盟杯资格。
2013年7月12日，由于老将球员德扬·斯坦科维奇的离队，热苏斯选择了5号球衣。 2013年8月，他在与皇家马德里在美国的友谊赛中首次担任国际米兰的队长，比赛以0-3失利告终。
在2013年9月24日，热苏斯与国际米兰续签合同，将合同延长至2018年，据报道他的年薪为120万欧元。
热苏斯于2015年2月4日在对阵那不勒斯的意大利杯季军赛中为国际米兰完成了自己的第100次出场，然而国际米兰在圣保罗体育场客场以0-1输给了对手，冈萨洛·伊瓜因在比赛结束前打进制胜球。

### 罗马
2016年7月14日，热苏斯以200万欧元的租借费加上一个条件性购买义务，以800万欧元的价格，借入罗马。买断条款在2016–17赛季生效，意味着在夏季转会窗口时，热苏斯将以永久转会的方式加盟罗马。

### 那不勒斯
2021年8月18日，热苏斯以一份为期一个赛季的合同加入了那不勒斯，并具有延长合同至2022-23赛季的选项。

## 国家队生涯
在效力过U-18和U-19国家队后，热苏斯在2010年初被其教练内伊·弗兰科选入了U-20国家队。2011年1月，他参加了在秘鲁举行的2011年南美U-20足球锦标赛，出场参加了所有八场比赛，帮助球队夺得冠军。同年，他还参加了2011年國際足協U-20世界盃，巴西队在决赛中对阵葡萄牙队。在比赛中，热苏斯完成了整场比赛的比赛，帮助球队在加时赛后以3-2获胜。
热苏斯于2012年5月26日对阵丹麦的比赛中首次代表巴西国家队亮相，参加了整场比赛，帮助球队客场以1-3获胜。
在2012年伦敦奥运会上，热苏斯与队长蒂亚戈·席尔瓦一同担任中后卫，参加了巴西队的所有比赛，帮助球队获得银牌。
他曾作为替补未被使用，巴西在2014年美洲超级德比中以2-0击败阿根廷，获得了胜利。
由于热苏斯代表巴西出场的所有比赛都是友谊赛，他并没有排除代表意大利国家足球队出场的可能性。 但是，有报道称胡安并没有意大利国籍（或者欧洲联盟成员国的任何国籍），这使得他不具备代表意大利出场的资格。

## 荣誉

### 俱乐部
國際體育會
- 南美解放者杯冠军：2010
- 南里奥格兰德州足球甲级联赛冠军：2011
- 南美超级杯冠军：2011

拿坡里
- 意甲冠軍：2022–23[25]，2024–25[26]

### 国家队
巴西U20
- 南美青年足球锦标赛冠军：2011
- 世界青年足球锦标赛冠军：2011

巴西国奥队
- 奥运会银牌：2012